# Zegar zagłady

23:58:31, wskazanie zegara z roku 2025

Zegar Zagłady (ang. Doomsday Clock) – symboliczny zegar prowadzony od 1947 roku przez zarząd Bulletin of the Atomic Scientists na Uniwersytecie Chicagowskim. Pokazuje zawsze liczbę minut do północy, gdzie „północ” oznaczać ma zagładę ludzkości. Pierwotnie „zagłada” oznaczała zagrożenie wojną nuklearną, lecz koncepcja zegara ewoluowała tak, że w początkach XXI wieku zawierała też inne rodzaje broni masowego rażenia, zmiany klimatu i „nowe osiągnięcia w naukach biologicznych i nanotechnologii, które mogą spowodować nieodwracalne szkody”.
Liczba minut przed północą jest systematycznie uaktualniana. Zegar był przesuwany do przodu lub do tyłu, zależnie od oceny globalnej sytuacji i stopnia zagrożenia wojną nuklearną. Jego ustawienie jest umowne i określane przez zarząd Bulletin of the Atomic Scientists.

## Historia
Początki Zegara sięgają grupy fizyków jądrowych z Chicago, która brała udział w Projekcie Manhattan. Po zbombardowaniu Hiroszimy i Nagasaki, zaczęli oni wydawać czasopismo Bulletin of the Atomic Scienticists. Pierwsze przedstawienie graficzne zegara powstało w 1947 roku, gdy artystka Martyl Langsdorf (żona fizyka Alexandra Langsdorfa) została poproszona przez jednego z założycieli magazynu, Hymana Goldsmitha, o stworzenie okładki na wydanie czerwcowe. Od tego momentu Zegar pojawiał się na okładce każdego kolejnego wydania.
W styczniu 2007 projektant Michael Bierut wchodzący w skład zarządu Bulletin stworzył nowy wygląd zegara odpowiadający współczesnej estetyce. W 2009 Bulletin przestał być drukowany i zaczął wychodzić w formie całkowicie cyfrowej – od tego momentu Zegar jest częścią logo na stronie internetowej czasopisma. Zdaniem Bulletin Zegar przyciąga znacznie więcej odwiedzających stronę niż jakikolwiek inna zawartość.

## Krytyka
Anders Sandberg z Instytutu Ludzkiej Przyszłości stwierdził w 2016 roku, że „cały worek zagrożeń” aktualnie przedstawianych przez Zegar może powodować paraliż i w konsekwencji być kontrproduktywne. 
Alex Barash na łamach Slate stwierdził, że „utrzymywanie ludzkości w stanie permanentnego, wysokiego poczucia zagrożenia nie jest pomocne ani dla polityki, ani dla nauki”. Skrytykował on Bulletin of the Atomic Scientists za to, że nigdy nie próbował wyjaśnić metodologii ustawiania Zegara, ani oprzeć jej na ścisłych i mierzalnych wskaźnikach.
Psycholog kognitywny Steven Pinker ostro skrytykował Zegar w swojej książce nawiązując do pierwotnego celu jego założycieli, jakim miało być „ocalenie cywilizacji przez przerażenie ludzi w celu racjonalnego działania”. Stwierdził on, że cel ten jest wewnętrznie niespójny, a sam Zegar nie jest oparty na żadnych obiektywnych wielkościach dotyczących bezpieczeństwa. Jako przykład podał fakt, że podczas kryzysu kubańskiego w 1962 Zegar był dalej od północy niż podczas „znacznie spokojniejszego” roku 2007. Stwierdził on, że Zegar jest kolejnym przykładem ludzkiej tendencji do historycznego pesymizmu i proroctw samozniszczenia, które się nie wypełniły.
Bulletin i Zegar były często krytykowane przez konserwatywnych komentatorów. Keith Payne w 2010 roku na łamach National Review stwierdził, że Zegar znacząco przeceniał efekty „postępów w dziedzinie testów nuklearnych i prawa regulującego zbrojenia”. W 2018 Tristin Hooper na łamach National Post przyznał, że „jest wiele powodów, aby obawiać się zmian klimatycznych”, jednak zmiany klimatu nie stanowią tego samego poziomu zagrożenia, co całkowita nuklearna zagłada. Dodatkowo niektórzy krytycy oskarżają Bulletin o wykorzystywanie Zegara w celach politycznych.

## Zmiany czasu
Zegar rozpoczął swoje działanie od wyjściowej pozycji „siedem minut do północy” w roku 1947.
Wskazówki zegara były przesuwane łącznie 25 razy w odpowiedzi na różne wydarzenia międzynarodowe.
| Rok  | Minut do 0:00 | Czas     | Zmiana | Powód |
| ---- | ------------- | -------- | ------ | --- |
| 1947 | 7             | 23:53    | –      | Początkowe ustawienie Zegara zagłady |
| 1949 | 3             | 23:57    | −4     | Związek Radziecki testuje swoją pierwszą bombę atomową. |
| 1953 | 2             | 23:58    | −1     | W ciągu dziewięciu miesięcy Stany Zjednoczone i Związek Radziecki testują broń termojądrową. |
| 1960 | 7             | 23:53    | +5     | W odpowiedzi na zauważenie zwiększonej kooperacji naukowej i publicznego zrozumienia zagrożenia pochodzącego od broni nuklearnej. |
| 1963 | 12            | 23:48    | +5     | USA i ZSRR podpisują porozumienie częściowo zakazujące przeprowadzania prób broni jądrowej, ograniczając testy broni nuklearnej w powietrzu. |
| 1968 | 7             | 23:53    | −5     | Francja i Chińska Republika Ludowa zdobywają i testują broń nuklearną (odpowiednio 1960 i 1964), wojny na Bliskim Wschodzie, w Indiach i w Wietnamie. |
| 1969 | 10            | 23:50    | +3     | Senat USA podpisuje Układ o nierozprzestrzenianiu broni jądrowej (NPT). |
| 1972 | 12            | 23:48    | +2     | USA i ZSRR podpisują SALT I i układ o niestosowaniu broni balistycznej. |
| 1974 | 9             | 23:51    | −3     | Indie testują broń nuklearną o nazwie Smiling Buddha, SALT II utyka w martwym punkcie. |
| 1980 | 7             | 23:53    | −2     | Nadal impas w stosunkach USA-ZSRR, więcej wojen domowych i akcji terrorystycznych. |
| 1981 | 4             | 23:56    | −3     | Nasila się wyścig zbrojeń, konflikty w Afganistanie, Południowej Afryce i Polsce. |
| 1984 | 3             | 23:57    | −1     | Dalsza eskalacja wyścigu zbrojeń podczas rządów Ronalda Reagana. |
| 1988 | 6             | 23:54    | +3     | USA i ZSRR podpisują traktat o eliminacji broni nuklearnych średniego zasięgu, poprawiają się wzajemne stosunki obu państw. |
| 1990 | 10            | 23:50    | +4     | Upadek Muru Berlińskiego, sukces ruchów antykomunistycznych we Wschodniej Europie, zimna wojna zbliża się do końca. |
| 1991 | 17            | 23:43    | +7     | USA i ZSRR podpisują START I. Zegar jest najdalej od północy w historii. |
| 1995 | 14            | 23:46    | −3     | Globalne wydatki wojskowe stanowią przedłużenie zimnej wojny; niepokoje związane z możliwością rozprzestrzeniania się posowieckich broni i wiedzy. |
| 1998 | 9             | 23:51    | −5     | Indie i Pakistan testują broń jądrową w pokazie agresji wet za wet; USA i Rosja natrafiają na problemy w dalszym zmniejszaniu ilości uzbrojenia. |
| 2002 | 7             | 23:53    | −2     | Powolny postęp w globalnym rozbrojeniu nuklearnym; USA odrzuca serię traktatów kontrolujących uzbrojenie i informuje o planach wycofania się z układu o niestosowaniu rakiet balistycznych; obawy o możliwość zdobycia i użycia przez terrorystów broni nuklearnej, z uwagi na stopień rozprzestrzenienia materiałów nuklearnych, które mogą być niezabezpieczone i nieodnotowane. |
| 2007 | 5             | 23:55    | −2     | Korea Północna testuje broń jądrową, przypuszczalne ambicje nuklearne Iranu, odnowienie nacisku USA na przydatność wojskową broni nuklearnej, porażka we właściwym zabezpieczaniu materiałów nuklearnych, ciągła obecność 26000 sztuk broni nuklearnych w USA i Rosji. Eksperci oceniają, że do zagrożeń dla cywilizacji dochodzi globalne ocieplenie. |
| 2010 | 6             | 23:54    | +1     | Po raz pierwszy prezydent USA mówi o świecie wolnym od broni nuklearnej; światowa współpraca w celu redukcji arsenału broni nuklearnej; przyjęcie zmian mających na celu zmniejszenie emisji gazów cieplarnianych. |
| 2012 | 5             | 23:55    | −1     | Rozprzestrzenianie broni jądrowej oraz brak przeciwdziałania globalnym zmianom klimatu. |
| 2015 | 3             | 23:57    | −2     | Ciąg dalszy braku globalnej kontroli nad zapasami broni jądrowej, a także zwiększenie napięć między Stanami Zjednoczonymi a Rosją w związku z kryzysem ukraińskim. |
| 2017 | 2:30          | 23:57:30 | −0:30  | Wzrost zagrożenia bronią atomową (brak postępu w redukcji arsenału jądrowego Stanów Zjednoczonych i Rosji oraz wzrost napięcia w relacjach tych państw, przeprowadzenie podziemnych prób jądrowych przez Koreę Północną, wzrost napięcia pomiędzy Indiami i Pakistanem, a także niepokojące komentarze Donalda Trumpa w czasie kampanii prezydenckiej dotyczące proliferacji broni jądrowej), brak postępów w redukcji emisji gazów cieplarnianych (w tym zbyt mały postęp w rozwoju energetyki jądrowej, a także podważanie naukowego konsensusu w kwestii zmian klimatycznych przez Donalda Trumpa), niekontrolowany rozwój niektórych technologii, w tym możliwe wpływanie Rosji na wyniki wyborów prezydenckich w Stanach Zjednoczonych, wzrost retoryki nacjonalistycznej oraz lekceważenia wiedzy naukowej. |
| 2018 | 2             | 23:58    | −0:30  | Brak stosownych rozwiązań wobec narastającego ryzyka konfliktu nuklearnego i zmian klimatu. |
| 2020 | 1:40          | 23:58:20 | –0:20  | Rosnące zagrożenie wojną nuklearną, przyśpieszające globalne zmiany klimatu. |
| 2023 | 1:30          | 23:58:30 | –0:10  | Głównie inwazja Rosji na Ukrainę i rosnące ryzyko nuklearnej eskalacji, a także zmiany klimatyczne, ryzyko związane z postępującymi technologiami oraz zagrożenia biologiczne. |
| 2025 | 1:29          | 23:58:31 | –0:01  | Ciągła inwazja Rosji na Ukrainę i kryzys na Bliskim Wschodzie, wzmożone rozprzestrzenianie broni jądrowej, skutki zmian klimatycznych, zagrożenia biologiczne i rozwój technologii. |

## W kulturze popularnej

### W literaturze i komiksach
- Nawiązanie do zegara zagłady pojawia się w opowiadaniu Piersa Anthony’ego, Wielding a Red Sword(inne języki), w którym mityczna Inkarnacja Wojny poprzez kontrolę ustawienia wskazówek zegara może doprowadzić do III wojny światowej[37][38].
- Zegar zagłady to jeden z motywów serii komiksowej Strażnicy[39]. Na 18 stronie zeszytu 1, w gazecie leżącej na biurku Adriana Veidta widnieje nagłówek: „Zegar zagłady nuklearnej zatrzymał się na godzinie 11:55 – ostrzegają eksperci”[40][38].
  - Wydawana w latach 2017–2019 seria będąca połączeniem Strażników i uniwersum DC nosi tytuł Doomsday Clock[41].
- W książce Johna Bellairsa, The House with a Clock in Its Walls(inne języki) w fabułę wpleciony jest zegar odmierzający czas do zagłady[42].
- W komiksie Stormwatch, w zeszycie 4 znajdujemy wyjaśnienie, iż „oryginalny” zegar uzyskał magiczne moce, a przestawienie siłą jego wskazówek na godzinę 12 wywołałoby wojnę nuklearną.
- W powieści Dana Browna Inferno, Bertrand Zobrist tworzy zegar obrazujący cały czas jaki ludzkość istnieje jako jedna godzina, i właśnie odliczający ostatnie sekundy[43]
- W książce „The Impostor” Heleny McCloy (piszącej pod pseudonimem Helen Clarkson) zegar zagłady jest jednym z głównych wątków[38].

### W muzyce
- Utwór „The Call Up” z albumu Sandinista! zespołu The Clash, z 1980 roku, zawiera wers „It’s 55 minutes past 11”[38].
- Utwór „Why Did I Fall for that” z albumu It's Hard(inne języki) zespołu The Who, z 1982 roku, zawiera fragment „Four minutes to midnight on a sunny day, maybe if we smile the clock’ll fade away”[38].
- Utwór „2 Minutes to Midnight” z albumu Powerslave grupy Iron Maiden, z 1984 roku, w całości jest nawiązaniem do Zegara zagłady[38]. Na okładce singla za maskotką Eddiem widać w tle wybuch jądrowy[44].
- Utwór „Minutes to Midnight” z albumu Red Sails in the Sunset zespołu Midnight Oil, z 1984 roku, porusza kwestię Zegara zagłady i zagrożenia wojną nuklearną[45]. Na okładce albumu przedstawiono wizję Sydney po fikcyjnym ataku nuklearnym[46].
- W teledysku do utworu „S.O.S” z albumu Beauty Stab(inne języki) zespołu ABC, z 1984 roku, pojawia się zegar stylizowany na ten publikowany z Bulletin of the Atomic Scientists.
- Teledysk do utworu „Russians” z albumu The Dream of the Blue Turtles, z 1985 roku, Stinga pokazuje zegar zagłady reprezentowany przez zegar tykający nad bramą[47].
- Utwór „Midnight in a Perfect World” z albumu Endtroducing..... z 1996 roku oraz jego remiks: „Midnight in a Perfect World (Gift of Gab Mix)” z 2005 roku, DJ-a Shadow[48].
- Utwór „History” z albumu Survivor zespołu Funker Vogt z 2002 roku zawiera w refrenie fragment „The war will soon begin, It’s already ten to twelve”.
- Album Linkin Park z 2007 roku jest zatytułowany Minutes to Midnight[49].
- Utwór „Easy/Lucky/Free” z albumu Digital Ash in a Digital Urn zespołu Bright Eyes z 2005 roku zawiera fragment „I set my watch to the atomic clock, I hear the crowd count down 'til the bomb gets dropped”[38].
- Utwór „Countdown’s Begun” z albumu Black Rain Ozzy’ego Osbourne’a z 2007 roku Black Rain zawiera fragment „The doomsday clock was made by mankind, no place to run, countdown’s begun”.
- Album Zeitgeist zespołu The Smashing Pumpkins z 2007 roku zawiera piosenkę pt. „Doomsday Clock”[38].

### W telewizji i filmie
- Piąty odcinek drugiego sezonu serialu Venture Brothers pod tytułem Twenty Years to Midnight jest nawiązaniem do zegara zagłady[50].
- Ósmy odcinek pierwszego sezonu serialu Herosi jest zatytułowany Seven Minutes to Midnight. Gdy powstawał (2006 rok), zegar wskazywał właśnie tę godzinę, jest to też oryginalne ustawienie zegara z 1947 roku. Również Sylar nosi zegarek, który zatrzymał się na tej godzinie.
- Drugi odcinek dziewiętnastego sezonu serialu Doktor Who, pod tytułem Four to Doomsday pojawił się w 1982 roku, kiedy zegar wskazywał za cztery dwunastą[38].
- W filmie Watchmen: Strażnicy, wzorem komiksu, zegar zagłady został ustawiony na za pięć dwunasta[40][38].
- Dwudziesty pierwszy odcinek piątego sezonu serialu Nie z tego świata nosi nazwę Two Minutes to Midnight.
- W szóstym odcinku trzynastego sezonu serialu Zabójcze umysły, The Bunker, pojawia się motyw zegara ustawionego na 11:57:30, godzinę którą zegar wskazywał w czasie powstawania odcinka (2017 rok)[51].

### W grach
- W grze karcianej Magic: The Gathering (4. edycja) występuje karta Armageddon Clock (Zegar Armageddonu). Jeśli znajdzie się w grze, zadaje rosnące obrażenia wszystkim graczom[52].
- W grze fabularnej Mag: Przebudzenie(inne języki), podręcznik Legacies – The Sublime opisuje Cult of the Doomsday Clock (Kult zegara zagłady). Tworzą go magowie-renegaci, którzy chcą zniszczyć świat przez atakowanie samego czasu. Używają w tym celu Zegarów Zagłady, które czyszczą określony obszar historii[53].
- Gra RTS Rise of Nations ma licznik armageddonu, który obniża się z każdym wystrzeleniem pocisku nuklearnego. Jeżeli dotrze do zera, wszyscy gracze przegrywają[38].